# Harold McMunn
Harold Edgar McMunn (Lanark, 6 ottobre 1902 – Toronto, 5 febbraio 1964) è stato un hockeista su ghiaccio canadese.

## Palmarès

### Olimpiadi invernali
- Oro a Chamonix-Mont-Blanc 1924 nell'hockey su ghiaccio.